# 池氏
池（いけ）氏は、日本の姓氏のひとつ。
- 平姓池氏は、桓武平氏頼盛流（池大納言）とする一族。
- 土佐池氏は、細川氏（清和源氏足利氏流）流と称した一族。

## 平姓池氏

### 池（河内守）家
平清盛の異母弟、池大納言こと平頼盛を家祖とする平家の一門である。清盛の父、平忠盛の後妻・藤原宗子は忠盛死後、六波羅池殿に住み池禅尼とよばれた。池殿は実子頼盛に伝領され、頼盛はこれによって池殿、池大納言と通称された。頼盛は平家都落ちにも同道せず、源頼朝の厚遇もあり、平家滅亡後も本官に還任され、平家没官領として没収された荘園も返還された。頼盛の息子平保業は承久3年（1221年）、池大納言家領のうちの播磨国在田庄預所職に補任される（「朽木文書」・『鎌倉遺文』2813号）とともに、関東祗候を要請され（「朽木文書」・『鎌倉遺文』2814号）、以後御家人として鎌倉時代末期に至るまで代々の将軍家に仕えた。また頼朝の推挙により朝廷より河内守に任じられた。
池家は、その後は「保業 - 光度 - 為度 - 維度 - 宗度 - 顕盛」と室町時代まで継承されたが、在田庄ほか丹後国倉橋庄与保呂などの池家の所領は顕盛養子の朽木経氏に伝領された（朽木文書・『鎌倉遺文』30280・31207・31245号、『寛政重修諸家譜』）。
なお頼盛に返還された池大納言家領のうち息子光盛に伝領されたものは、娘たちを通して外戚の久我家へ継承された。
薩摩国の有川氏はその後裔と自称した。

### 越後池氏
平頼盛の後裔であるとの伝承を持つ。出自については、平氏ではなく高志池君（垂仁天皇の末裔を称する皇別氏族）の子孫であったとする説もある。新潟県には平頼盛の伝説を伝える地が多く、親不知の伝承によると壇ノ浦の戦い後に助命された頼盛は越後国蒲原郡五百刈村（現在の新潟県長岡市）で落人として暮らしていたとされ、現在でも新潟県中越地方に多い苗字である。
三条、蒲原郡周辺には越後池氏の伝承が多く伝えられているが、確実な史料での初見は池宮内大夫頼章、頼定兄弟相論への幕府による裁許の弘安11年（1288年）の関東下知状（『新潟県史 資料編5』2786号）である。
当時池氏は下総大夫盛氏を惣領地頭とする福雄荘（新潟県燕市）の一分地頭であり、弥彦神社の神官も務めていた。元応2年（1320年）、池新大夫為定が関東御公事の勤めをはたすことができないとの理由で所領を譲り渡している史料（『新潟県史 資料編5』4007号）から、池一族は吉河荘（長岡市）にも所領を領有していたことがわかる。越後池氏に関しては、出自を含め不明なことが多いとされるが、近年、福雄庄や吉河庄が関東御領の可能性があると考えられること、「池大納言所領相伝系図」（朽木文書・『鎌倉遺文』31208号）では、池大納言家保業流の維度、宗度は河内大夫と通称しており、越後池氏の一族も「大夫」を通称としていることなどから、関東祗候の家であった保業流の一族が越後に入部した説も唱えられている。
元弘3年（1333年）鎌倉幕府滅亡のさい、討幕軍に参加した越後勢として池七郎成清の名が認められる（「大河戸隆行軍忠状」『鎌倉遺文』32647号）。鎌倉後期には関東御領の多くが北条氏領とされているが、前述の池兄弟相論の地は最終的には北条氏の護持僧の所領とされており、北条氏に圧迫され所領を奪われていったことが、池氏が討幕軍に参加した理由ではないかと推論されている。
南北朝時代には南朝方として三条周辺や山古志に勢力を持ち、北朝方の中条氏らと争った記録がみられる。のちに北朝方となり足利尊氏に従った。
- 1336年（建武3年）、池氏が小国氏、河内氏、風間氏、於木氏、千屋氏、高梨氏らと南朝方として挙兵。島崎城に篭もり色部高長・加地景綱らと戦うが落城。（「色部高長軍忠状」（『色部史料集』）、「三浦和田義成軍忠状」（『奥山庄史料集』））
- 1337年（延元2年4月17日）、池氏が北朝方の高梨経頼、市河助房らと頸城郡水科水吉で戦い敗北。直峰城に退却。翌年、新田義貞が戦死したため、南朝方は壊滅的となる。（「島田助朝軍忠状」（『越佐史料』）、「色部高長軍忠状」（『色部史料集』）
- 1341年（興国2年）、五十嵐氏、風間氏らと共に宗良親王を寺泊に迎える。
- 1350年（正平5年）観応の擾乱が勃発。池氏は北朝方に寝返り足利尊氏に従った。
- 1352年（正平7年）2月、南朝方の風間信昭から攻撃される。8月、多却氏、石坂氏らと蔵王堂城を攻撃、次いで大面荘（三条市）に篭り風間越後守、村山信義らに攻撃される。

戦国時代の池氏は三条城代山吉氏の配下三条衆の中にその名を認める（「三条衆給分帳」）。三条衆の中でも有力な家であったが、山吉豊守の死後、三条衆は神余親綱の配下となった。御館の乱で景虎方に立った親綱は、最後は景勝方に内応した三条衆に討たれたが、池氏は最後まで城主親綱に従ったと思われ、池氏の所領は景勝方の恩賞として配分されている。
なお、確かな史料では確認されていないが、山吉氏を池氏の末裔と推測する説もある。

### 福岡池氏
- 壇ノ浦の戦いで敗れた平氏が現在の福岡県に流れ着いて改名したのが始まり（大泉坊誓願寺文書）。

## 松浦志佐郷池氏
古城弥三郎の嫡子である古城筑後康貫（後に池姓を受け池筑後）を祖とし、現在の志佐郷池成村（現在の松浦市志佐町池成免）を拝領した一族。山崎池下県道にある石祠に八尾明神を祀り、氏神とする。
なお、志佐物語に肥前蓮池城主の子孫、越前の池との記載があるが、偽文書の可能性があるため、要考察のこと。また、古城姓は、桓武天皇の子孫が平の姓を賜った平氏の家系であるが、要考察のこと。
- 1484年（文明16年）、調川天満宮に鰐口を三郎左衛門寄進、同じく金幣を池吉兵衛奉納
- 1590年（天正18年）、高麗従軍に際し、秀吉公が唐津の名古屋入りし、志佐壱岐守純意の名古屋の寄った。志佐壱岐守のお供の侍として、池（野）筑後（西山）、池弥兵衛（志佐）が旗本として参加。
- 1670年（寛文10年）、志佐喜兵衛新田（浜丈池喜兵衛）なる
- 1715年（正徳5年）、淀姫新田竣工、池（野）孫右衛門栄貞、池（野）増右衛門、岩崎六兵衛、浦吉兵衛ら人数頭となって淀姫新田を造成。
- 1720年（享保5年）、淀姫神社再建、代官末武善太夫、畑原市左衛門、力武与兵衛、浜丈池吉兵衛
- 1721年（享保6年）、池（野）孫右衛門栄貞死（節翁宗忠居士）
- 1790年（寛政2年）、池国十郎の祖先らが住吉新田の造成に携わっている。また、浜新田、善兵衛浜新田、沖新田（桝屋新田）は池善兵衛の宰領であり、造成。同年2月沖新田、新々田に龍王祠を建てる。

補足であるが、池弥兵衛は、立石家所蔵の志佐物語の志佐祖先諸士目録に足軽大将として志佐五十人の一人として記されている。
1720年の淀姫神社再建については、志佐二世物語に詳細が記されている。淀姫大明神宮司相定事、淀姫再建の時は、代官末武善太夫、同 本瀬三五左衛門、高野庄屋 林徳左衛門、里庄屋 力武与兵衛、横辺田庄屋 畑原市左衛門、世知原庄屋 山口藤右衛門、福井庄屋 浦吉兵衛、浦浜丈 池喜兵衛。
志佐庄屋としては、正徳五年 浜丈池孫右衛門、享保七年 浦浜丈池喜兵衛の名が残っている。
現在の長崎県松浦市、佐賀県有田町その周辺では数々の大蛇伝説が見受けられる。
- 横辺田山山崎大蛇退治[6]

```
志佐物語に
古城筑後康貫は元根（もともとは）肥前国蓮池城主たりし、古城弥三郎の嫡子なり。故障の儀有りて父弥三郎に勘当させられて是非なく故郷を去りて志佐を頼りきたり、山城守、情有りてよにき計い給いけり。是はさておきその頃、領内横辺田（山崎）と云う在所に、古来、天然の池あり、彼の所定立険岨にて麓は大川、川上は高山にて高し。在所の住なれし者の伝にも大蛇有りとして、ほとりに近づく者なし。頃は五月半とかや在所の郷民早苗とらんとて夫婦幼なき娘をもともない、彼池の辺にて終日家業を営みたり。夕方になりければ夫は婦に云いけるは早や夕方になりければ帰るべし、娘をも相つれよ。我は後より帰るべし。婦心得たりと、彼の娘を呼べども声なし、見れども形なし、こは何とも夫婦諸共々叫べとも其甲斐こそはなかりけり。夫婦涙にくれ、終日、夜中彼の池のほとりにたたずめども声あるは谷の蛙ばかりなり。夜もほのぼのと明けくれば夫は婦に言いけるは伝え聞く池の大蛇我一子を取りたりと覚えたり。念力岩を通すならい、なにさま悪念を従え我一子の供養にもせばやとて在所の郷民残りなく語らい、麓なる大川より池は二十尺高かりけるを日数を経て池際に掘り付、彼の池水麓の大河に流れければ、池潮干潟の如くにぞなりにける。其時空掻き曇り雷電震動す。すはや彼の大蛇ぞと逃げよ者共々声々に呼ばわりて、辺に近づく郷民一人もなかりけり。時移りて漸く天も晴れ、在所の百姓等震いわななき遠見するに彼の大蛇住所を失い、池の水上なる大木に巻上り目に映らう眼、鏡面を見る如くなり。あたりに寄るべき者もなし。夕方になりければ時ならず風激しく在所の屋室悉く破損し、或は彼の辺、光りしきりなれば土民等家を去ることなし。所の地領其外直谷へ数十人馳参し、此事口々に言上す。
 山城殿を始め其外郎従評定す、此度蓮池より頼りたる、古城こそ名を得し者の末といい、其武力を試み見ん為なればとて即ち筑後に定まり、相心得る旨御請をなし、私室に入り、身を差し固め得物の弓取同じく矢を負い相伴う。下人十余人足軽ども都合四十五騎にて直谷を立ち、彼の在所に行向かい、辻々に足軽五騎七騎ずつ付置、其身は下部二、三人相具し彼の池の辺に行き、水上の大山を見れば、件の大蛇大木に十重はたえに巻き付き眼は白盤鏡の如くなり。筑後間近く立より、弓に矢をつがい、南無日輪魔利支天と観念し、暫く固めて兵（ひよう）と放す。矢あやまたず大蛇の半眼ぐっと射貫き、元の住所干潟なる池に飛越して、上を下へと転びしに、俄に天騒ぎ曇り、雷をしたいし雨、篠をつく如くなり。その時筑後寄れや者共と数十騎一度に揃って沼に飛び入り散々に撃つ、程こそあれ少しひるみしを見るにその長さ三丈余（十メートル）の大蛇にて一頭八尾なり。鱗は具足を綴じたる如くなり。筑後立より頭を差し切り、八尾を畔に埋めけり。直谷に帰り、有りし次第を細々に申し出づ。山城守聞き給いて、天晴れたる武力なり、尚、武道を励まれよ、又、貴殿は越前の池氏と聞く。その上、中頃は肥前蓮池なり。此度、無頼の高名、所も古来の池、旁々以ってなれば古城を引きかえ池氏と先祖に帰り給えと、即ち池筑後と改む。向後、我に従い、忠し給え、志佐郷の内五長八反に感状添え給えり。
今の池成村とよばわるとぞ。
霊魂再び在所に仇すにより、骸を池の水上なる山に八尾（やつのお）明神と祟し置く。横辺田郷池本明神是なりき。
付記
1、志佐町浦免池氏は池筑後の後裔である。
2、山崎池は長野免と笛吹免目隠の境にある。
3、池は落ち口を堀切り現在は田になり、八尾明神は山崎池下県道上に石祠があり、志佐町池氏が時々参拝されている。
```

山城守とは、志佐氏の直谷城主志佐山城守純正を指す可能性が高い。つまり、1590年の志佐壱岐守純意に従軍した池（野）筑後が志佐物語の池筑後（または古城筑後）であり、後世に、偽物語として、大蛇退治を創作したと推測される。要考察のこと。
- 山崎の大蛇退治の伝説（長崎県松浦市史より引用）[7]

```
『昔ここに天然の池があり、1頭8尾の大蛇が住んでいました。
娘を大蛇に呑まれた両親が池の端を切って水を川に流すと、大蛇が現れて風雨が激しくなったため、
殿様に大蛇退治を頼みました。命じられた池筑後（いけちくご）は家来とともに大蛇を退治しました。
その後も大蛇のたたりがあったため、8尾を8ヵ所に分けて祀ったと伝わっており、
近くには八尾（やつのお）神社や、八尾大名人を祀った住吉神社があります。』
```

- 松浦市の民話[8]

```
昔、大蛇が百姓の娘を飲み込んだ。親は悲しみ、大蛇を討って娘の供養をしようとして、近所の人々の協力のもと池の水を落とした。
ふもとの大川よりも六，七メートル高い池はたちまち干上がったが、空が急に曇り、稲妻は走り、現れ出でた大蛇に人々は恐れ逃げ帰った。
住処を失った大蛇は木に登り、大きな目をぎょろつかせている。
雨風は止まず、家々の戸や壁は崩れ池の周りはすさまじかった。
村人は吉井の直谷の城に助けを求め、直谷の山城守は四、五人をつけて古城筑後（こじょうちくご）に大蛇退治を命じた。
筑後は「南無日輪摩利支尊天」と唱え、大蛇の目を射抜き、池に飛び込み大蛇に止めを刺した。
大蛇は身の長さ三丈三尺にも及ぶ一頭八尾の悪霊であった。
山城守は筑後守の武勇を称え、褒章に支佐郷内田を与えた。
しかしその後筑後守は大蛇の祟りで災難が続いたため、その骸を池の下の山に埋め、八尾大明神を祀っている。
```

- 横辺田の大蛇退治

また、上述した大蛇伝説を松浦市教育委員会が平成4年（1992年）に再編し、「松浦の民話」という本に「横辺田の大蛇退治」として紹介している。

## 土佐池氏
- 戦国時代後期、細川定輔の子が長岡郡池城城主となり池頼定と称したのに始まるという（越後池氏とは直接関係ないという）。土佐湾東側に勢力を持っていた。
- 1547年（天文16年）ごろ、岩松経重を要して長宗我部国親に敵対したが、中嶋大和守の計略により池万五郎が内応、岩松経重が討たれ子の池頼和に国親の娘を娶らせることで和議を結び、以後長宗我部家臣となった。のち長宗我部氏の水軍の中核となり、その水運力をいかして大阪堺との交易も活発に行っていたようである。
- 1590年（天正18年）、一族の池六右衛門が小田原征伐に代官船大将として従軍し下田城を戦艦大黒丸にて攻略した。
- 1593年、池頼和と妻（長宗我部国親の娘）との間が不仲となり、謀反の疑いで長宗我部元親に自刃させられた。
- 一族に一向宗浦戸道場を開業した池慶乗などがいる。

## 現代における著名人
- 池毅（作曲家）
- 池頼広（音楽家）